# John Moore
John Moore (født i 1970 i Dundalk i Irland) er filminstruktør, filmproducer og manuskriptforfatter.

## Karriere
Moore blev undervist på teknisk skole i Dublin, hvor han studerede film. Efter at have bestået, skrev og instruerede han en række kortfilm i Irland. Han gik videre til instruere flere reklamer herunder reklamelanceringen for Sega Dreamcast, som Twentieth Century Fox fandt så imponerende, at de gav ham 40 millioner dollars som budget til at instruere krigsfilmen Behind Enemy Lines fra 2001 med Owen Wilson i hovedrollen. 
Til dato har Moore lavet fire film for Twentieth Century Fox: Behind Enemy Lines, Flight of the Phoenix, The Omen, og Max Payne. På trods af blandede anmeldelser klarede Behind Enemy Lines og The Omen sig godt i forhold til indtjeningerne. Flight Of The Phoenix modtog dog kun negative anmeldelser og indtjente kun $21 millioner – der var meget mindre en filmens budget. Max Payne blev udgivet den 17. oktober 2008, og modtog også kun dårlige anmeldelser. Det er blevet bekendtgjordt at Moore vil instruere filmen Virulents, der vil blive udgivet i 2009.
Moore blev overvejet som instuktør på filmen X-Men: The Last Stand på et tidspunkt, men blev slået af Brett Ratner. Han blev også overvejet til at lede nyindspilning af Fredag den 13., men den stilling endte med at gå til Marcus Nispel.

## Personlige liv
Moore er forlovet med make-up-artisten Fiona Connon, som han mødte på settet af The Omen. Sammen har de et barn ved navn Joseph.

## Filmografi
- Jack's Bicycle (1990)
- He Shoots, He Scores (1995)
- Behind Enemy Lines (2001)
- Yeager (2003)
- Flight of the Phoenix (2004)
- The Omen (2006)
- Max Payne (2008)
- Virulents (2009) (Bekendtgjordt)

## Referencee
1. ↑  Navnet er anført på engelsk og stammer fra Wikidata hvor navnet endnu ikke findes på dansk.
2. ↑  Virulents at IMDB.com